# Діпан
«Діпан» (фр. Dheepan; інша назва: Ерран (фр. Erran)) — французький фільм режисера Жака Одіара 2015 року. Фільм став переможцем 68-го Каннського кінофестивалю, здобувши головний приз — Золоту пальмову гілку
Стрічку було номіновано у 9 категоріях на здобуття кінопремії «Сезар» 2016 року, зокрема за найкращий фільм та найкращу режисерську роботу, але жодної нагороди вона не отримала .

## Сюжет
Громадянська війна у Шрі-Ланці, що тривала з 1983 року, добігає кінця, сепаратисти зазнають поразки. Діпан, один з учасників терористичної організації «Тигри визволення Таміл-Іламу» тікає до Європи. Сподіваючись на те, що сімейній людині легше отримати притулок, Діпан привозить з собою жінку і дівчинку, видаючи їх за свою дружину і доньку. Прибувши до Парижа, «сім'я» поневіряється по різних притулках доти, доки Діпан не влаштовується на роботу конс'єржем у багатоповерхівці в одному з передмість. Він працює і сподівається, що фальшива сім'я стане справжньою, і вони житимуть нормальним життям. Але незабаром Діпану довелося згадати те, що він — воїн, і стати на захист своєї сім'ї.

## У ролях
| Актор(ка)              |   | Роль   |
| ---------------------- | - | ------ |
| Джесутасан Антонітасан | … | Діпан  |
| Каліеасарі Срінівасан  | … | Яліні  |
| Клодін Вінасітамбу     | … | Ілляял |
| Венсан Ротьє           | … | Брагім |
| Марк Зінга             | … | Юссуф  |

## Додаткові факти
- На головну роль у стрічці Жак Одіар запросив непрофесійного актора, політичного активіста зі Шрі-Ланки Джесутасана Антонітасана, учасника бойових дій[6].

## Визнання
| Нагороди та номінації фільму Діпан | Нагороди та номінації фільму Діпан | Нагороди та номінації фільму Діпан   | Нагороди та номінації фільму Діпан          | Нагороди та номінації фільму Діпан | Нагороди та номінації фільму Діпан |
| Рік                                | Нагорода                           | Категорія                            | Номінант                                    | Результат                          |                                    |
| ---------------------------------- | ---------------------------------- | ------------------------------------ | ------------------------------------------- | ---------------------------------- | ---------------------------------- |
| 2015                               | 68-й Каннський кінофестиваль       | Золота пальмова гілка                | Діпан                                       | Перемога                           |                                    |
| 2016                               | Премія «Магрітт»                   | Найкращий актор в ролі другого плану | Марк Зінга                                  | Номінація                          |                                    |
| 2016                               | Премія «Люм'єр»                    | Найкращий фільм                      | Діпан                                       | Номінація                          |                                    |
| 2016                               | Премія «Люм'єр»                    | Найкращий режисер                    | Жак Одіар                                   | Номінація                          |                                    |
| 2016                               | Премія «Сезар»                     | Найкращий фільм                      | Діпан                                       | Номінація                          |                                    |
| 2016                               | Премія «Сезар»                     | Найкраща режисерська робота          | Жак Одіар                                   | Номінація                          |                                    |
| 2016                               | Премія «Сезар»                     | Найкращий актор                      | Джесутасан Антонітасан                      | Номінація                          |                                    |
| 2016                               | Премія «Сезар»                     | Найкращий актор другого плану        | Венсан Ротьє                                | Номінація                          |                                    |
| 2016                               | Премія «Сезар»                     | Найкращий сценарій                   | Ное Дебре, Тома Бідеґен, Жак Одіар          | Номінація                          |                                    |
| 2016                               | Премія «Сезар»                     | Найкращі декорації                   | Мішель Бартелемі                            | Номінація                          |                                    |
| 2016                               | Премія «Сезар»                     | Найкраща операторська робота         | Епонін Момансо                              | Номінація                          |                                    |
| 2016                               | Премія «Сезар»                     | Найкращий монтаж                     | Жульєт Вельфлін                             | Номінація                          |                                    |
| 2016                               | Премія «Сезар»                     | Найкращий звук                       | Данієль Сорбіно, Велері Делюф, Сиріл Гольтц | Номінація                          |                                    |